# Valle Uzboi
El Valle de Uzboi más conocido como Uzboi Vallis es un valle situado dentro de la región del cuadrilátero Margaritifer Sinus (MC-19) en Marte. Lleva el nombre del canal seco de Uzboy, Turkmenistán, que sirvió repetidamente como el canal principal del río Amu Daria. El valle comienza en el borde norte de la cuenca de Argyre y atraviesa varios cráteres antes de terminar en el cráter Holden.

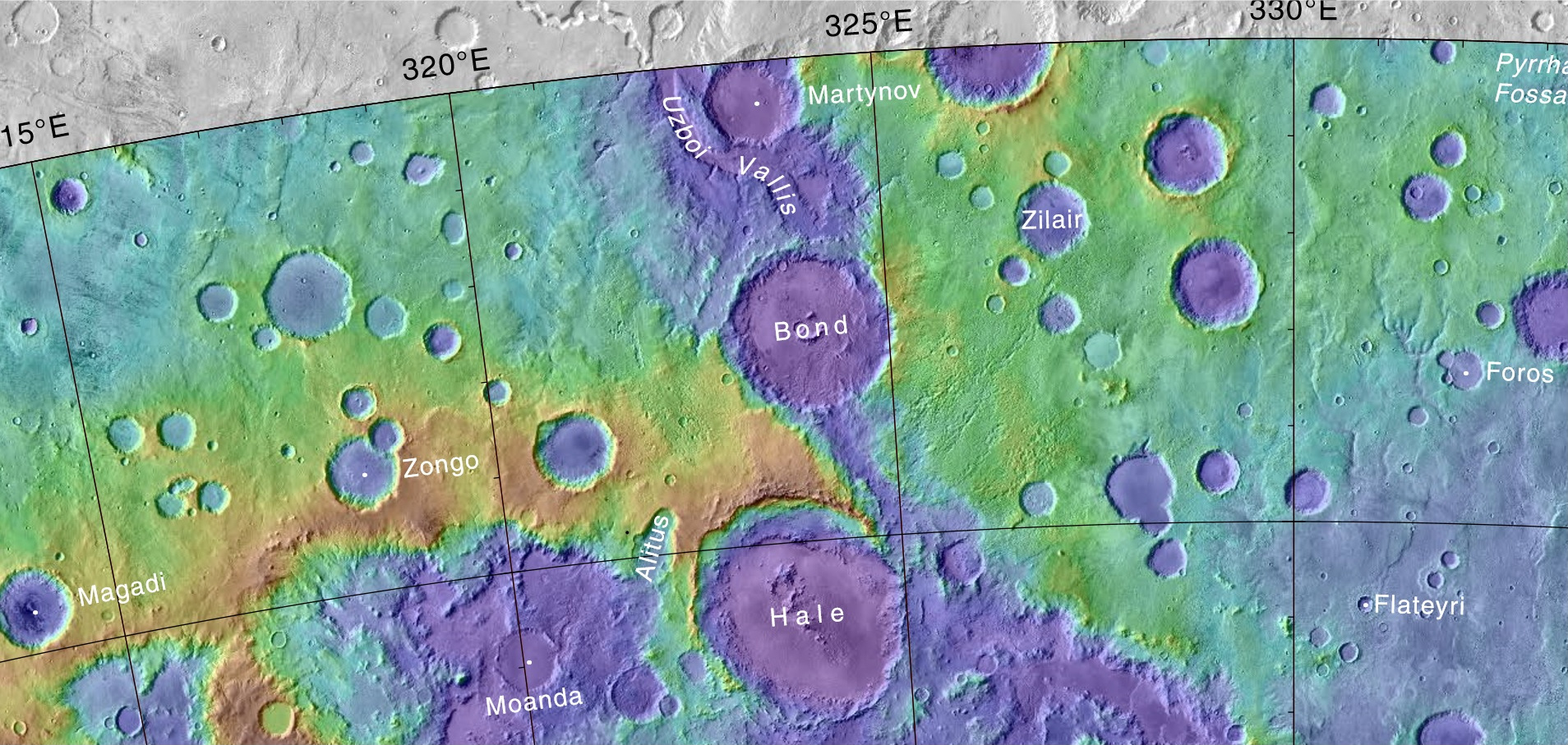
Parte de Uzboi Vallis junto con cráteres cercanos. Los colores se relacionan con la elevación.
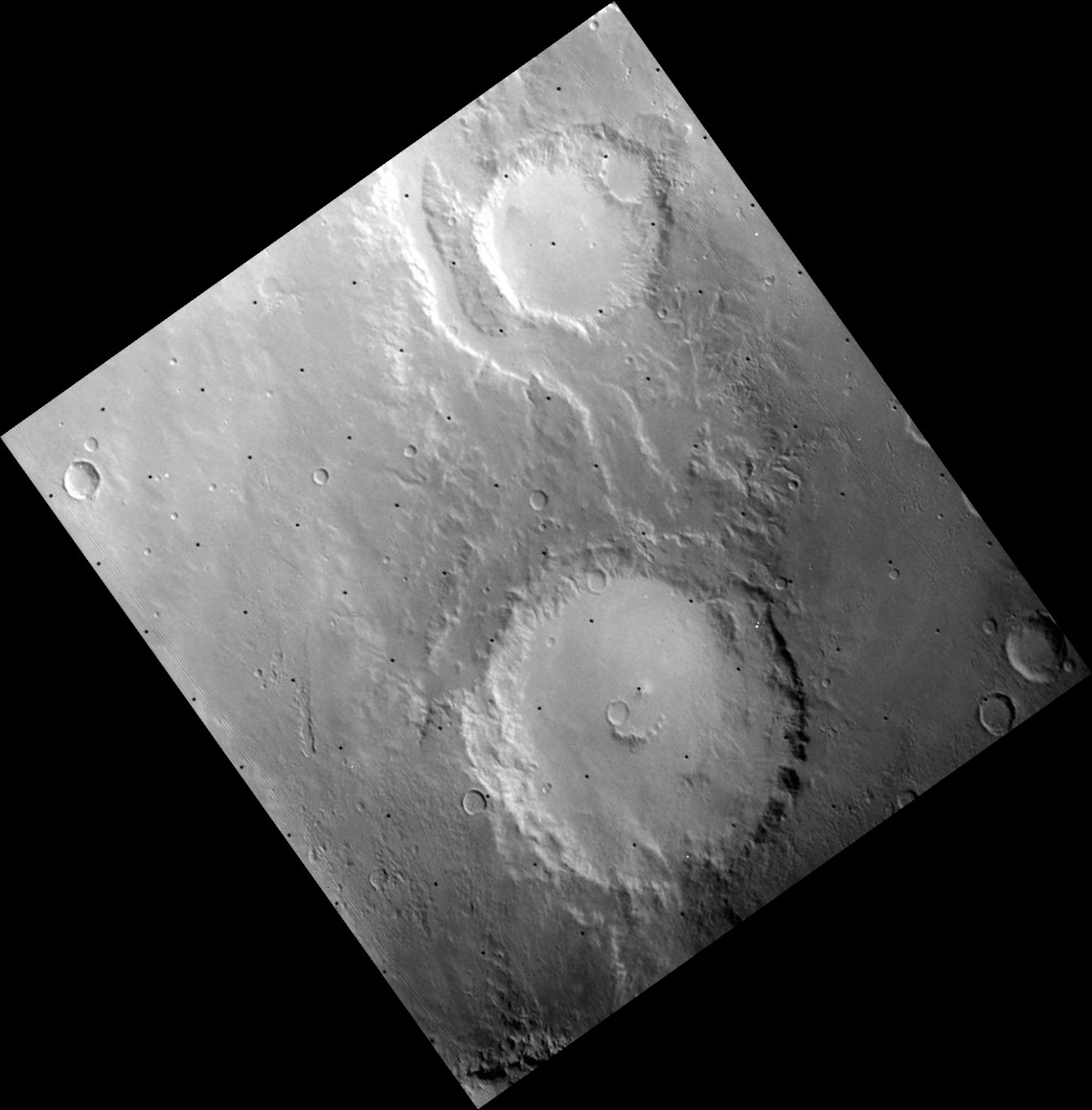
Cráter Bond (abajo), Uzboi Vallis y cráter Martynov (arriba) (imagen de (Viking Orbiter 1)

Se cree que Uzboi Vallis se formó con agua corriente. Se cree que se formaron capas en el suelo de Uzboi Vallis (como se muestra en la siguiente imagen de HiRISE) cuando el drenaje fue bloqueado por el impacto que formó el cráter Holden al norte. Finalmente, el lago en el área de Uzboi Vallis se elevó lo suficiente como para sobrepasar el borde de Holden. El agua luego erosionó los depósitos para exponer las capas tal como son hoy. Los sedimentos que forman las capas parecen ser de tamaño grueso, lo que sugiere que probablemente se formaron por un flujo rápido. El Nirgal Vallis, más estrecho y sinuoso, termina en Uzboi Vallis y desemboca en él.
Se ha sugerido que Uzboi, Ladon Valles, Margaritifer y Ares Vallis, aunque ahora están separados por grandes cráteres, una vez comprendieron un solo canal de salida que fluía hacia el norte hacia Chryse Planitia. [7] [8] Se ha sugerido que la fuente de esta salida es el desbordamiento del cráter Argyre, anteriormente lleno hasta el borde como un lago por canales (Surius, Dzigai y Palacopus Valles) que drenan desde el polo sur. Si fuera real, la longitud total de este sistema de drenaje sería de más de 8000 km, la ruta de drenaje más larga conocida en el sistema solar. Este sistema se ha denominado sistema Uzboi-Landon-Morava (ULM).

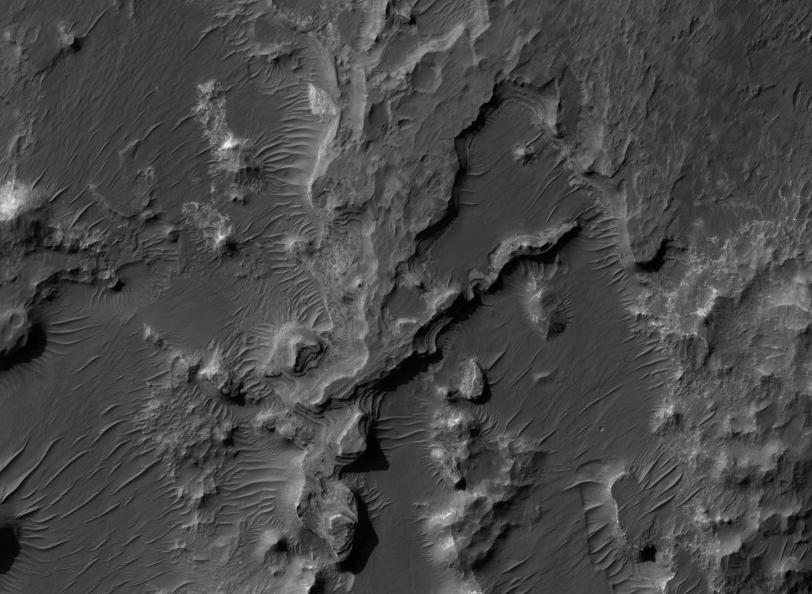
Capas en Uzboi Wallis, vistas por HiRISE. Imagen ubicada en el Cuadrángulo Margaritifer Sinus.